# Jenny Karlsson
Jenny Maria Karlsson (* 2. Januar 1975 in Sävar; verheiratete Jenny Händelek) ist eine ehemalige schwedische Badmintonspielerin. 

## Karriere
Jenny Karlsson nahm 2000 im Mixed an Olympia teil. Sie verlor dabei in Runde 2 und wurde somit 9. in der Endabrechnung. 1999 und 2000 gewann sie jeweils zwei Titel bei den schwedischen Einzelmeisterschaften. Zwei Jahre später siegte sie bei den Portugal International.

## Sportliche Erfolge
| Saison    | Veranstaltung                            | Disziplin   | Platz | Name                                                      |
| --------- | ---------------------------------------- | ----------- | ----- | --------------------------------------------------------- |
| 1995/1996 | Schweden: Einzelmeisterschaft U22        | Mixed       | 1     | Ola Molin / Jenny Karlsson (IFK Umeå)                     |
| 1995/1996 | Schweden: Einzelmeisterschaft U22        | Damendoppel | 1     | Jenny Karlsson / Pernilla Pettersson (IFK Umeå)           |
| 1996/1997 | Schweden: Einzelmeisterschaft U22        | Mixed       | 1     | Fredrik Bergström / Jenny Karlsson (IFK Umeå)             |
| 1996/1997 | Schweden: Einzelmeisterschaft U22        | Damendoppel | 1     | Jenny Karlsson / Johanna Holgersson (IFK Umeå / Askim BC) |
| 1998/1999 | Schweden: Einzelmeisterschaft            | Damendoppel | 1     | Kristin Evernäs / Jenny Karlsson (Askim / GBK)            |
| 1998/1999 | Schweden: Einzelmeisterschaft            | Mixed       | 1     | Fredrik Bergström / Jenny Karlsson (IFK Umeå / GBK)       |
| 1999      | Nordische Meisterschaften                | Mixed       | 1     | Fredrik Bergström / Jenny Karlsson                        |
| 1999      | Indonesian Open                          | Mixed       | 5     | Fredrik Bergström / Jenny Karlsson                        |
| 1999      | Iceland International                    | Mixed       | 1     | Frederik Bergström / Jenny Karlsson                       |
| 1999/2000 | Schweden: Einzelmeisterschaft            | Damendoppel | 1     | Jenny Karlsson / Anna Lundin (IFK Umeå / Täby BMF)        |
| 1999/2000 | Schweden: Einzelmeisterschaft            | Mixed       | 1     | Fredrik Bergström / Jenny Karlsson (IFK Umeå)             |
| 2000      | Olympia                                  | Mixed       | 9     | Fredrik Bergström / Jenny Karlsson                        |
| 2000      | Schweden: Internationale Meisterschaften | Mixed       | 2     | Fredrik Bergström / Jenny Karlsson                        |
| 2000/2001 | Schweden: Einzelmeisterschaft            | Mixed       | 1     | Fredrik Bergström / Jenny Karlsson (IFK Umeå)             |
| 2001      | Indonesian Open                          | Mixed       | 3     | Frederik Bergström / Jenny Karlsson                       |
| 2001      | Thailand Open                            | Mixed       | 3     | Frederik Bergström / Jenny Karlsson                       |
| 2002      | Portugal International                   | Mixed       | 1     | Frederik Bergström / Jenny Karlsson                       |